# RFL Championship 1948-49
El Championship de 1948-49 fue la 54.º edición del torneo de rugby league más importante de Inglaterra.

## Formato
Los equipos se enfrentaron en formato de todos contra todos, los primeros cuatro equipos clasificaron a postemporada.
Se otorgaron 2 puntos por cada victoria, 1 por el empate y 0 por la derrota.

## Desarrollo

### Tabla de posiciones
| Pos. | Equipo               | Encuentros | Encuentros | Encuentros | Encuentros | Puntos |
| Pos. | Equipo               | PJ         | PG         | PE         | PP         | Puntos |
| ---- | -------------------- | ---------- | ---------- | ---------- | ---------- | ------ |
| 1    | Warrington Wolves    | 36         | 31         | 0          | 5          | 62     |
| 2    | Wigan Warriors       | 36         | 28         | 1          | 7          | 57     |
| 3    | Huddersfield Giants  | 36         | 27         | 0          | 9          | 54     |
| 4    | Barrow Raiders       | 36         | 25         | 1          | 10         | 51     |
| 5    | Widnes Vikings       | 36         | 24         | 2          | 10         | 50     |
| 6    | Batley Bulldogs      | 36         | 23         | 0          | 13         | 46     |
| 7    | Salford Red Devils   | 36         | 20         | 5          | 11         | 45     |
| 8    | Workington Town      | 36         | 22         | 1          | 13         | 45     |
| 9    | Swinton Lions        | 36         | 21         | 3          | 12         | 45     |
| 10   | Bradford Northern    | 36         | 22         | 0          | 14         | 44     |
| 11   | St Helens RFC        | 36         | 20         | 1          | 15         | 41     |
| 12   | Wakefield Trinity    | 36         | 19         | 1          | 16         | 39     |
| 13   | Hull FC              | 36         | 19         | 0          | 17         | 38     |
| 14   | Leeds Rhinos         | 36         | 18         | 1          | 17         | 37     |
| 15   | Keighley Cougars     | 36         | 17         | 3          | 16         | 37     |
| 16   | Hunslet FC           | 36         | 17         | 0          | 19         | 34     |
| 17   | Hull Kingston Rovers | 36         | 17         | 0          | 19         | 34     |
| 18   | Leigh Centurions     | 36         | 14         | 5          | 17         | 33     |
| 19   | Castleford Tigers    | 36         | 16         | 0          | 20         | 32     |
| 20   | Dewsbury Rams        | 36         | 15         | 1          | 20         | 31     |
| 21   | Broughton Rangers    | 36         | 14         | 1          | 21         | 29     |
| 22   | Rochdale Hornets     | 36         | 12         | 3          | 21         | 27     |
| 23   | Oldham RLFC          | 36         | 12         | 3          | 21         | 27     |
| 24   | Bramley RLFC         | 36         | 12         | 2          | 22         | 26     |
| 25   | Halifax RLFC         | 36         | 11         | 3          | 22         | 25     |
| 26   | Featherstone Rovers  | 36         | 9          | 3          | 24         | 21     |
| 27   | Whitehaven RLFC      | 36         | 6          | 2          | 28         | 14     |
| 28   | York FC              | 36         | 5          | 2          | 29         | 12     |
| 29   | Liverpool Stanley    | 36         | 3          | 2          | 31         | 8      |

|  | Clasificados a postemporada. |

### Postemporada

#### Semifinal
| 30 de abril de 1949 | Warrington Wolves | 23 - 8 | Barrow Arrows |  |  |

| 30 de abril de 1949 | Wigan Warriors | 5 - 14 | Huddersfield Giants |  |  |

#### Final
| 14 de mayo de 1949 | Warrington Wolves | 13 - 14 | Huddersfield Giants | Leeds Road, Huddersfield |  |

| Bandera de Inglaterra       |
| Campeón Huddersfield Giants |
| Sexto título                |